# 김이영
김이영(1974년 ~ )은 대한민국의 작가이다. 성균관대학교 역사교육과에 1993년도 3월 입학하였고 1997년도 2월에 졸업하였다. 2019년부터 메가몬스터 소속.
1999년 MBC 《안녕 내 사랑》에서 조명주 작가의 보조작가로 활동을 시작하였다. 이후 《네 자매 이야기》와 《상도》, 《우리집》의 보조작가로 참여하였으며 2002년, 28세의 어린 나이에 《내 사랑 팥쥐》 메인 작가로 데뷔했다. 2006년에는《백만장자와 결혼하기》를 집필했다.
2007년에는 33세의 젊은 나이에 MBC에서 '사극의 거장' 이병훈 감독과 함께 조선 정조를 소재로 한 장편 사극《이산》을 발표했는데, 26.8%의 평균 시청률을 기록하였으며, MBC 연기대상에서 작가상을 포함, 6관왕을 수상하는 등 큰 인기를 얻었다.
이후 주로 조선시대를 배경으로 한 사극을 집필하고 있다.

## 작품 활동

### 도서
- 2007년 저서 《이산 정조대욍 1,2,3,4》 ... 집필
- 2007년 저서 《만화 정조대왕 이산》 ... 집필
- 2008년 저서 《이산 정조대왕 5》 ... 집필
- 2010년 저서 《동화 동이 1,2》 ... 집팔
- 2010년 저서 《만화 동이 1,2》 ... 집필
- 2012년 저서 《마의(천민의 신분에서 어의가 된 백광현 이야기)》 ... 집필
- 2012년 저서 《마의 상,하》 ... 집필
- 2015년 저서 《화정 1,2》 ... 집필
- 2015년 저서 《사도의 아들 이산 상,하》 ... 집필

### 드라마
- 1999년 ~ 2000년 MBC 월화 특별기획 드라마 《상도》 ... 공동집필
- 2001년 MBC 수목 미니시리즈 《네 자매 이야기》 ... 공동집필
- 2001년 ~ 2002년 MBC 금요 미니시리즈 《우리집》 ... 집필
- 2002년 MBC 월화 미니시리즈 《내 사랑 팥쥐》 ... 집필
- 2002년 MBC 단막극 《베스트극장 - 살인에 관한 고백》 ... 집필
- 2005년 ~ 2006년 SBS 주말 미니시리즈 《백만장자와 결혼하기》 ... 집필
- 2007년 ~ 2008년 MBC 월화 특별기획 드라마 《이산》 ... 집필
- 2010년 MBC 월화 특별기획 드라마 《동이》 ... 집필
- 2013년 MBC 단막극 《드라마 페스티벌 - 이상 그 이상》 ... 집필
- 2015년 MBC 월화 특별기획 드라마 《화정》 ... 집필
- 2019년 SBS 월화 특별기획 드라마 《해치》 ... 집필
- 2023년 NETFILX 오리지널 드라마 《셀러브리티》 ... 집필

## 김이영 사단
- 한상진: 백만장자와 결혼하기, 이산, 마의, 해치
- 이병훈: 이산, 동이, 마의
- 조승우: 마의, 이상 그 이상
- 이순재: 이산, 마의

## 수상 내역
- 2007년 MBC 연기대상 작가상 (이산)
- 2008년 제3회 좋은방송프로그램상 (이산)

## 특징
- 2007년 《이산》 집필 당시에는 의빈 성씨에 대한 사료가 거의 없어 대부분의 스토리를 창작했는데 2016년 《어제의빈묘지명》과 《이재난고》가 국역되면서 역사적 사실과 일치함이 밝혀졌다.
  - 1. 임오년(1762년)에 궁녀로 입궐한 것
    - 송연은 역병으로 부모를 여의고 친척의 소개로 임오년에 궁녀로 입궐하는데, 실제 의빈 성씨 역시 10살이던 임오년에 궁녀로 입궐했다고 한다.

  - 2. 정조와 어린 시절 만난 것
    - 송연은 입궐 첫날밤 길을 잃고 헤메다 처음 산을 만나게 되는데, 실제 의빈 성씨는 혜경궁 홍씨가 딸처럼 기른 궁녀였으니 어린 시절부터 알고 지냈을 것이다.

  - 3. 정조가 오래도록 잊지 못한 것
    - 산은 자신을 돕다 쫓겨난 송연을 오래도록 잊지 못하고 찾아 헤메는데, 실제 정조 역시 어린 시절 의빈 성씨에게 거절당했지만 오랫동안 잊지 못했다.

  - 4. 평생 정조의 사랑을 받은 것
    - 산은 어린 시절 만난 송연을 평생 사랑하는 것으로 나오는데, 실제 정조 역시 의빈 성씨가 죽고 나서도 잊지 못하고 여러 글을 남겼다.

  - 5. 붓과 관련된 일을 한 것
    - 극중 송연의 직업이 도화서 다모로 설정되어 붓을 들고 나오는 장면이 많은데, 실제 의빈 성씨 역시 붓글씨에 뛰어났다고 한다.

  - 6. 정조의 후궁 제안을 거절한 것
    - 극중 송연은 혜경궁 홍씨의 반대에 부딪혀 산의 청혼을 거절하는데, 실제 의빈 성씨 역시 정조의 후궁 제안을 거절했다고 한다.

  - 7. 신료들이 문효세자의 세자 책봉을 반대한 것
    - 극중 화빈 윤씨가 아버지 윤창윤을 움직여 신료들이 문효세자의 세자 책봉을 반대하는 장면이 나오는데, 《이재난고》에 이와 같은 기록이 있다.

  - 8. 의빈 성씨와 효의왕후와의 사이가 좋았던 것
    - 극중 송연과 효의왕후가 각별한 사이로 나오는데 《어제의빈묘지명》에 따르면 실제 의빈 성씨와 효의왕후도 자매와 같은 사이였다고 한다.

  - 9. 소나무와의 연관성
    - 극중 송연의 이름에 소나무를 의미하는 '송'이 들어가는데, 실제로 효창원(문효세자와 의빈 성씨의 무덤)에 소나무가 울창했다고 한다.
- 《이산》, 《동이》, 《해치》 등 영조가 등장하는 작품만 세 편이다.
- 배우 한상진은 《백만장자와 결혼하기》, 《이산》, 《마의》, 《해치》 등 김이영 작가의 작품 중 네 편이나 출연하였다.